# اوستیه-باسی
اوستیه-باسی (به لاتین: Ustye-Bassy) یک منطقهٔ مسکونی در روسیه است که در باشقیرستان واقع شده‌است.